# Öster-Mörtsjön
Öster-Mörtsjön är en sjö i Bräcke kommun och Ragunda kommun i Jämtland och ingår i Indalsälvens huvudavrinningsområde. Sjön har en area på 0,289 kvadratkilometer och ligger 338,4 meter över havet. Sjön avvattnas av vattendraget Kvarnån (Långsjönäsån).

## Delavrinningsområde
Öster-Mörtsjön ingår i det delavrinningsområde (697679-153074) som SMHI kallar för Utloppet av Öster-Mörtsjön. Medelhöjden är 376 meter över havet och ytan är 7,44 kvadratkilometer. Det finns inga avrinningsområden uppströms utan avrinningsområdet är högsta punkten. Kvarnån (Långsjönäsån) som avvattnar avrinningsområdet har biflödesordning 2, vilket innebär att vattnet flödar genom totalt 2 vattendrag innan det når havet efter 88 kilometer. Avrinningsområdet består mestadels av skog (88 procent). Avrinningsområdet har 0,29 kvadratkilometer vattenytor vilket ger det en sjöprocent på 3,9 procent.